# 第四世哲布尊丹巴呼图克图
哲布尊丹巴·罗布藏图巴坦旺舒克（藏語：བློ་བཟང་ཐུབ་བསྟན་དབང་ཕྱུག，威利转写：blo bzang thub bstan dbang phyug；1775年3月28日—1813年1月7日），第四世哲布尊丹巴呼图克图，外蒙古藏传佛教的主要活佛。加上佛教传说的十五世，又称十九世。
出身藏族，是八世达赖的侄子，其兄索诺木达什的长子。1773年，第三世哲布尊丹巴呼图克图入寂后，喀尔喀王公请八世达赖指定转世灵童，1775年，达赖指定他为活佛。1778年，在布达拉宫受格宁戒，取法名。1781年，去蒙古，途径多伦，随三世章嘉受出离戒。至库伦就法座。长大后，广修寺院，规定戒法，督促喇嘛修学。1790年，在原设僧学院和医学院之外，设立时轮学（星学）院。1791年，1795年，两次到热河，在避暑山庄觐见乾隆皇帝，获得厚赏。从西藏求取佛像，供在蒙古的寺院。1799年，为清高宗驾崩，造万尊佛像。1802年，在热河建造八座佛塔。1803年，巡锡额尔德尼昭，启程入藏。1804年，到布达拉宫，见八世达赖，受比丘戒。携带大量佛像回到喀尔喀。1806年，在库伦建立密乘学院。1808年，建立特布林禅寺。1809年，建立兹安特寺，赴热河参见嘉庆帝。1812年，到北京参至各喇嘛寺。1813年，返回喀尔喀途径五台山，因为肺病入寂。嘉庆赐他曼陀罗，龛座供奉在喀尔喀庆宁寺。他是哲布尊丹巴前四世唯一受比丘大戒之人。